# 1518
Năm 1518 (số La Mã: MDXVIII) là một năm thường bắt đầu vào thứ Sáu (liên kết sẽ trình bày đầy đủ lịch) trong lịch Julius.

## Sự kiện

### Tháng 7
- 11 tháng 7: Lê Chiêu Tông dụ Trần Chân và thủ hạ vào cùng rồi giết chết.
- 14 tháng 7: Nguyễn Kính, Nguyễn Áng, Cao Xuân Thì tấn công Thăng Long báo thù cho Trần Chân, Lê Chiêu Tông chạy trốn sang dinh Bồ Đề ở Gia Lâm.

### Tháng 8
- Lê Chiêu Tông hạ chỉ Nguyễn Hoằng Dụ và Mạc Đăng Dung ra quân đánh Nguyễn Kính.

### Tháng 9
- Trịnh Tuy và Nguyễn Sư làm phản lập Lê Bảng làm vua, niên hiệu Đại đức.

## Chết
- Nguyễn Hoằng Dụ
- Trần Chân
- Nguyễn Mậu Tuyên